# Valentina Cavallar
Valentina Cavallar (Vienna, 7 marzo 2001) è una ciclista su strada ed ex canottiera austriaca, che corre per il team Arkéa-B&B Hotels Women. Ha gareggiato ai Giochi Olimpici di Tokyo 2020 nel canottaggio nel 2 di coppia pesi leggeri giungendo 14ª.

## Carriera
Nativa di Vienna, in Austria, ha iniziato a praticare canottaggio all'età di 13 anni, vincendo diversi titoli nazionali e internazionali di con il Friesen Rowing Club. Passata nella categoria Elite, è riuscita a qualificarsi per i Giochi olimpici. Ai giochi di Tokyo 2020 ha gareggiato nel 2 di coppia pesi leggeri insieme a Louisa Altenhuber. Il duo si è classificato 5ª nella loro serie e non si è qualificato per le semifinali. Fallendo di misura il ripescaggio, hanno concluso al 14ª posto nella competizione.
Nel 2022, durante un ritiro di allenamento di canottaggio, ha assistito alla 7ª tappa del Tour de France femminile al Grand Ballon, che l'ha convinta a dedicarsi al ciclismo professionistico. Questa decisione, notevolmente influenzata dall'imminente rimozione della sua categoria dal programma olimpico, è motivata dal fatto che il ciclismo, che è il suo hobby, è sempre stato parte integrante della sua preparazione fisica come canottiera.
Nel 2023, si è dedicata al ciclismo, unendosi al team Arkéa-B&B Hotels Women nel 2024. Ha fatto il suo debutto nel UCI Women's World Tour alla Freccia Vallone e alla Liegi-Bastogne-Liegi. Partecipando all'Itzulia Women di tre giorni, Cavallar ha conquistato la maglia a pois per la classifica scalatori nelle tappe uno e due (insieme al premio di ciclista più combattiva per la seconda tappa). Ha anche gareggiato al Tour de France femminile nel 2024 e nel 2025 e a La Vuelta Femenina nel 2024 e nel 2025.

## Palmarès

### Strada
- 2025 (Arkéa-B&B Hotels Women, due vittorie)

Alpes Grésivaudan Classic
Campionati autriaci, Cronoscalata

## Piazzamenti

### Grandi Giri
- Tour de France

2024: 22ª
2025: non partita (6ª tappa)
- La Vuelta Femenina

2025:26ª

### Classiche Monumento
- Freccia Vallone

2024: ritirata
2025: ritirata
- Liegi-Bastogne-Liegi

2024: 82ª
2025: 39ª

### Competizioni mondiali
- Campionati del mondo su strada

Zurigo 2024 - Gara in linea Elite: ritirata

## Palmarès - Canottaggio
| Anno | Manifestazione  | Sede              | Evento             | Risultato | Prestazione | Note  |
| ---- | --------------- | ----------------- | ------------------ | --------- | ----------- | ----- |
| 2021 | Giochi olimpici | Tokyo             | Due di coppia P.L. | 14ª       | 7'15"25     | [ 9 ] |
| 2022 | Europei         | Monaco di Baviera | Due di coppia P.L. | 10ª       | 7'45"82     |       |
| 2022 | Mondiali        | Račice            | Due di coppia P.L. | 19ª       | 7'24"36     |       |